# BTC Direct
BTC Direct is een Nederlands wisselkantoor voor bitcoin. Naast Nederland is het bedrijf sinds 2014 ook actief in België, Frankrijk, Spanje, Oostenrijk, Zwitserland en Ierland. Er werken anno 2021 ongeveer 80 mensen. Het hoofdkantoor staat in Nijmegen.
BTC Direct is opgericht door Davy Stevens, Mark Bakker en Mike Hutting in 2013 en is hiermee een van de oudste bitcoinbedrijven van Nederland en Europa. Sinds 2015 kunnen ook Ethereum en Litecoin worden gekocht; in 2018 werden Bitcoin Cash en XRP aan het assortiment toegevoegd. In mei 2016 maakte de organisatie bekend voor het eerst meer dan honderdduizend gebruikers te hebben.
Sinds mei 2018 krijgen alle medewerkers van BTC Direct een deel van hun salaris in Bitcoin uitbetaald. Hiermee is BTC Direct het eerste Europese bedrijf dat een salaris in Bitcoin aan medewerkers biedt.
Tot 2018 dienden gebruikers een eigen wallet te hebben om de cryptomunten op te ontvangen. In dat jaar bood BTC Direct een eigen app aan, genaamd BLOX.
In 2020 is BTC Direct geïntegreerd in cryptocurrencywallets en internationale beurzen van onder andere Trezor, Coinomi en KuCoin.
In september 2020 meldde het bedrijf dat de Nederlandse webshop Cryptomaan werd overgenomen. In december werd bekend dat een private investeerder 11 miljoen euro heeft geïnvesteerd in BTC Direct.
In november 2020 gaf BTC Direct de Nederlandse vertaling van het boek The Bitcoin Standard uit van schrijver Saifedean Ammous.